# Милован Матић
Милован Матић, рођен је 12. маја 1963, у Александровцу Жупском. Математичку гимназију је завршио у Београду, а након тога студирао теоријску физику на Природно-математичком факултету Универзитета у Београду.
Током школовања, стално је био опчињен животом и делом Николе Тесле, о коме је објавио мноштво студија, фељтона и других радова. Године 1989. објављује књигу „Теслино пророчанство“. Стручни сарадник на снимању научно-документарне ТВ серије „Никола Тесла“ ТВ Београд 1990, а 1993. сарадник на изложби Николе Тесле у Галерији САНУ. 2006. године објавио је књигу „Тесла: својатања, порекло, политичке игре, отворена питања“ на 203 стране, изд. Савез проналазача Војводине, Нови Сад,  978-86-908567-0-1.
Живи у Ботуњи.